# BAFTA al millor actor secundari
El BAFTA al millor actor secundari és un premi que atorga la BAFTA (British Academy of Film and Television Arts) en una cerimònia anual, en reconeixement de la millor representació masculina en un paper secundari.

## Guanyadors i nominats
Els anys indicats són aquells en què es va celebrar la cerimònia, que té lloc l'any següent de l'estrena de les pel·lícules en qüestió.

### Dècada del 1960
| Any             | Actor                  | Pel·lícula            | Personatge |
| --------------- | ---------------------- | --------------------- | ---------- |
| 1969            |                        |                       |            |
| Ian Holm        | The Bofors Gun         | Flynn                 |            |
| Anthony Hopkins | The Lion in Winter     | Ricard I d'Anglaterra |            |
| John McEnery    | Romeo and Juliet       | Mercutio              |            |
| George Segal    | No Way to Treat a Lady | Morris Brummel        |            |

### Dècada del 1970
| Any                 | Actor                                                                  | Pel·lícula                           | Personatge |
| ------------------- | ---------------------------------------------------------------------- | ------------------------------------ | ---------- |
| 1970                |                                                                        |                                      |            |
| Laurence Olivier    | Oh! What a Lovely War                                                  | John French                          |            |
| Jack Klugman        | Goodbye, Columbus                                                      | Ben Patimkin                         |            |
| Jack Nicholson      | Easy Rider                                                             | George Hanson                        |            |
| Robert Vaughn       | Bullitt                                                                | Chalmers                             |            |
| 1971                |                                                                        |                                      |            |
| Colin Welland       | Kes                                                                    | Mr Farthing                          |            |
| Bernard Cribbins    | The Railway Children                                                   | Albert Perks                         |            |
| John Mills          | La filla de Ryan (Ryan's Daughter)                                     | Michael                              |            |
| Gig Young           | They Shoot Horses, Don't They?                                         | Rocky                                |            |
| 1972                |                                                                        |                                      |            |
| Edward Fox          | El missatger (The Go-Between)                                          | Hugh Trimingham                      |            |
| Michael Gough       | El missatger (The Go-Between)                                          | Mr Maudsley                          |            |
| Ian Hendry          | L'assassí implacable (Get Carter)                                      | Eric Paice                           |            |
| John Hurt           | L'estrangulador de Rillington Place (10 Rillington Place)              | Timothy Evans                        |            |
| 1973                |                                                                        |                                      |            |
| Ben Johnson         | L'última projecció (The Last Picture Show)                             | Sam the Lion                         |            |
| Max Adrian (pòstum) | El xicot (The Boy Friend)                                              | Mr Max / Lord Hubert Brockhurst      |            |
| Robert Duvall       | El Padrí (The Godfather)                                               | Tom Hagen                            |            |
| Ralph Richardson    | Lady Caroline Lamb                                                     | Jordi IV del Regne Unit              |            |
| 1974                |                                                                        |                                      |            |
| Arthur Lowe         | O Lucky Man!                                                           | Mr Duff / Charlie Johnson / Dr Munda |            |
| Ian Bannen          | El delicte (The Offence)                                               | Kenneth Baxter                       |            |
| Denholm Elliott     | Casa de nines (A Doll's House)                                         | Nils Krogstad                        |            |
| Michael Lonsdale    | Xacal (The Day of the Jackal)                                          | Lebel                                |            |
| 1975                |                                                                        |                                      |            |
| John Gielgud        | Assassinat a l'Orient Express (Murder on the Orient Express)           | Mr Beddoes                           |            |
| Adam Faith          | Stardust                                                               | Mike Menary                          |            |
| John Huston         | Chinatown                                                              | Noah Cross                           |            |
| Randy Quaid         | The Last Detail                                                        | Seaman Larry Meadows                 |            |
| 1976                |                                                                        |                                      |            |
| Fred Astaire        | El colós en flames (The Towering Inferno)                              | Harlee Claiborne                     |            |
| Martin Balsam       | Pelham un, dos, tres (The Taking of Pelham One Two Three)              | Harold Longman                       |            |
| Burgess Meredith    | El dia de la llagosta (The Day of the Locust)                          | Harry Greener                        |            |
| Jack Warden         | Xampú (Shampoo)                                                        | Lester Carp                          |            |
| 1977                |                                                                        |                                      |            |
| Brad Dourif         | Algú va volar sobre el niu del cucut (One Flew Over the Cuckoo's Nest) | Billy Bibbit                         |            |
| Martin Balsam       | Tots els homes del president (All the President's Men)                 | Howard Simons                        |            |
| Michael Hordern     | La sabatilla i la rosa (The Slipper and the Rose)                      | The King                             |            |
| Jason Robards       | Tots els homes del president (All the President's Men)                 | Ben Bradlee                          |            |
| 1978                |                                                                        |                                      |            |
| Edward Fox          | Un pont massa llunyà (A Bridge Too Far)                                | Brian Horrocks                       |            |
| Colin Blakely       | Equus                                                                  | Frank Strang                         |            |
| Robert Duvall       | Network                                                                | Frank Hackett                        |            |
| Zero Mostel         | El testaferro (The Front)                                              | Hecky Brown                          |            |
| 1979                |                                                                        |                                      |            |
| John Hurt           | L'Exprés de Mitjanit (Midnight Express)                                | Max                                  |            |
| Gene Hackman        | Superman                                                               | Lex Luthor                           |            |
| Jason Robards       | Julia                                                                  | Dashiell Hammett                     |            |
| François Truffaut   | Encontres a la tercera fase (Close Encounters of the Third Kind)       | Claude Lacombe                       |            |

### Dècada del 1980
| Any                   | Actor                                                                                | Pel·lícula                   | Personatge              |
| --------------------- | ------------------------------------------------------------------------------------ | ---------------------------- | ----------------------- |
| 1980                  | no es va entregar premi                                                              | no es va entregar premi      | no es va entregar premi |
| 1981                  |                                                                                      |                              |                         |
| Robert Duvall         | Apocalypse Now                                                                       | Bill Kilgore                 |                         |
| Denholm Elliott       | Saint Jack                                                                           | William Leigh                |                         |
| John Hurt             | Alien                                                                                | Kane                         |                         |
| Christopher Walken    | El caçador (The Deer Hunter)                                                         | Nikanor "Nick" Chevotarevich |                         |
| 1982                  |                                                                                      |                              |                         |
| Ian Holm              | Carros de foc (Chariots of Fire)                                                     | Sam Mussabini                |                         |
| Denholm Elliott       | A la recerca de l'arca perduda (Raiders of the Lost Ark)                             | Marcus Brody                 |                         |
| John Gielgud          | Arthur, el solter d'or (Arthur)                                                      | Hobson                       |                         |
| Nigel Havers          | Carros de foc (Chariots of Fire)                                                     | Andrew Lindsay               |                         |
| 1983                  |                                                                                      |                              |                         |
| Jack Nicholson        | Rojos (Reds)                                                                         | Eugene O'Neill               |                         |
| Frank Finlay          | The Return of the Soldier                                                            | William Grey                 |                         |
| Edward Fox            | Gandhi                                                                               | Reginald Dyer                |                         |
| Roshan Seth           | Gandhi                                                                               | Jawaharlal Nehru             |                         |
| 1984                  |                                                                                      |                              |                         |
| Denholm Elliott       | Trading Places                                                                       | Coleman                      |                         |
| Bob Hoskins           | The Honorary Consul                                                                  | Colonel Perez                |                         |
| Burt Lancaster        | Un personatge genial (Local Hero)                                                    | Felix Happer                 |                         |
| Jerry Lewis           | The King of Comedy                                                                   | Jerry Langford               |                         |
| 1985                  |                                                                                      |                              |                         |
| Denholm Elliott       | Funció privada (A Private Function)                                                  | Charles Swaby                |                         |
| Michael Elphick       | Gorky Park                                                                           | Pasha                        |                         |
| Ian Holm              | Greystoke, la llegenda de Tarzan (Greystoke: The Legend of Tarzan, Lord of the Apes) | Phillippe D'Arnot            |                         |
| Ralph Richardson      | Greystoke, la llegenda de Tarzan (Greystoke: The Legend of Tarzan, Lord of the Apes) | l'Earl de Greystoke          |                         |
| 1986                  |                                                                                      |                              |                         |
| Denholm Elliott       | Defence of the Realm                                                                 | Vernon Bayliss               |                         |
| James Fox             | Passatge a l'Índia (A Passage to India)                                              | Richard Fielding             |                         |
| John Gielgud          | Plenty                                                                               | Leonard Darwin               |                         |
| Saeed Jaffrey         | La meva preciosa bugaderia (My Beautiful Laundrette)                                 | Nasser                       |                         |
| 1987                  |                                                                                      |                              |                         |
| Ray McAnally          | La missió (The Mission)                                                              | Altamirano                   |                         |
| Klaus Maria Brandauer | Out of Africa                                                                        | Bror Blixen                  |                         |
| Simon Callow          | Una habitació amb vista (A Room with a View)                                         | Arthur Beebe                 |                         |
| Denholm Elliott       | Una habitació amb vista (A Room with a View)                                         | Mr. Emerson                  |                         |
| 1988                  |                                                                                      |                              |                         |
| Daniel Auteuil        | Jean de Florette                                                                     | Ugolin                       |                         |
| Ian Bannen            | Esperança i glòria (Hope and Glory)                                                  | Grandfather George           |                         |
| Sean Connery          | Els intocables d'Elliot Ness (The Untouchables)                                      | Jimmy Malone                 |                         |
| John Thaw             | Cry Freedom                                                                          | Kruger                       |                         |
| 1989                  |                                                                                      |                              |                         |
| Michael Palin         | Un peix anomenat Wanda (A Fish Called Wanda)                                         | Ken Pile                     |                         |
| Joss Ackland          | Passions a Kènia (White Mischief)                                                    | Jock Delves Broughton        |                         |
| Peter O'Toole         | The Last Emperor                                                                     | Reginald Johnston            |                         |
| David Suchet          | A World Apart                                                                        | Muller                       |                         |

### Dècada del 1990
| Any               | Actor                                                                | Pel·lícula                        | Personatge |
| ----------------- | -------------------------------------------------------------------- | --------------------------------- | ---------- |
| 1990              |                                                                      |                                   |            |
| Ray McAnally      | My Left Foot                                                         | Mr. Brown                         |            |
| Marlon Brando     | Una àrida estació blanca (A Dry White Season)                        | Ian McKenzie                      |            |
| Sean Connery      | Indiana Jones i l'última croada (Indiana Jones and the Last Crusade) | Henry Jones, Sr.                  |            |
| Jack Nicholson    | Batman                                                               | Jack Napier / The Joker           |            |
| 1991              |                                                                      |                                   |            |
| Salvatore Cascio  | Cinema Paradiso (Nuovo Cinema Paradiso)                              | Salvatore Di Vita                 |            |
| Alan Alda         | Delictes i faltes (Crimes and Misdemeanors)                          | Lester                            |            |
| John Hurt         | The Field                                                            | Bird O'Donnell                    |            |
| Al Pacino         | Dick Tracy                                                           | Alphonse "Big Boy" Caprice        |            |
| 1992              |                                                                      |                                   |            |
| Alan Rickman      | Robin Hood: Príncep dels lladres (Robin Hood: Prince of Thieves)     | Xèrif de Nottingham               |            |
| Alan Bates        | Hamlet, l'honor de la venjança (Hamlet)                              | Claudi                            |            |
| Derek Jacobi      | Tornar a morir (Dead Again)                                          | Franklyn Madson                   |            |
| Andrew Strong     | The Commitments                                                      | Deco Cuffe                        |            |
| 1993              |                                                                      |                                   |            |
| Gene Hackman      | Sense perdó (Unforgiven)                                             | Little Bill Daggett               |            |
| Jaye Davidson     | Joc de llàgrimes (The Crying Game)                                   | Dil                               |            |
| Tommy Lee Jones   | JFK                                                                  | Clay Shaw                         |            |
| Samuel West       | Retorn a Howards End (Howards End)                                   | Leonard Bast                      |            |
| 1994              |                                                                      |                                   |            |
| Ralph Fiennes     | La llista de Schindler (Schindler's List)                            | Amon Göth                         |            |
| Ben Kingsley      | La llista de Schindler (Schindler's List)                            | Itzhak Stern                      |            |
| John Malkovich    | En la línia de foc (In the Line of Fire)                             | Mitch Leary                       |            |
| Tommy Lee Jones   | El fugitiu (The Fugitive)                                            | Deputy U.S. Marshal Samuel Gerard |            |
| 1995              |                                                                      |                                   |            |
| Samuel L. Jackson | Pulp Fiction                                                         | Jules Winnfield                   |            |
| Simon Callow      | Quatre bodes i un funeral (Four Weddings and a Funeral)              | Gareth                            |            |
| John Hannah       | Quatre bodes i un funeral (Four Weddings and a Funeral)              | Matthew                           |            |
| Paul Scofield     | Quiz Show                                                            | Mark Van Doren                    |            |
| 1996              |                                                                      |                                   |            |
| Tim Roth          | Rob Roy                                                              | Archibald Cunningham              |            |
| Ian Holm          | La follia del rei George (The Madness of King George)                | Dr. Willis                        |            |
| Martin Landau     | Ed Wood                                                              | Bela Lugosi                       |            |
| Alan Rickman      | Sentit i sensibilitat (Sense and Sensibility)                        | Christopher Brandon               |            |
| 1997              |                                                                      |                                   |            |
| Paul Scofield     | The Crucible                                                         | Thomas Danforth                   |            |
| John Gielgud      | Shine                                                                | Cecil Parkes                      |            |
| Edward Norton     | Les dues cares de la veritat (Primal Fear)                           | Aaron Stampler                    |            |
| Alan Rickman      | Michael Collins                                                      | Éamonn de Valera                  |            |
| 1998              |                                                                      |                                   |            |
| Tom Wilkinson     | The Full Monty                                                       | Gerald                            |            |
| Mark Addy         | The Full Monty                                                       | Dave                              |            |
| Rupert Everett    | La boda del meu millor amic (My Best Friend's Wedding)               | George Downes                     |            |
| Burt Reynolds     | Boogie Nights                                                        | Jack Horner                       |            |
| 1999              |                                                                      |                                   |            |
| Geoffrey Rush     | Shakespeare in Love                                                  | Philip Henslowe                   |            |
| Ed Harris         | The Truman Show                                                      | Christof                          |            |
| Geoffrey Rush     | Elisabet (Elizabeth)                                                 | Frances Walsingham                |            |
| Tom Wilkinson     | Shakespeare in Love                                                  | Hugh Fennyman                     |            |

### Dècada del 2000
| Any                    | Actor                                                                                    | Pel·lícula               | Personatge |
| ---------------------- | ---------------------------------------------------------------------------------------- | ------------------------ | ---------- |
| 2000                   |                                                                                          |                          |            |
| Jude Law               | L'enginyós senyor Ripley (The Talented Mr. Ripley)                                       | Dickie Greenleaf         |            |
| Wes Bentley            | American Beauty                                                                          | Ricky Fitts              |            |
| Michael Caine          | The Cider House Rules                                                                    | Wilbur Larch             |            |
| Rhys Ifans             | Notting Hill                                                                             | Spike                    |            |
| Timothy Spall          | Topsy-Turvy                                                                              | Richard Temple           |            |
| 2001                   |                                                                                          |                          |            |
| Benicio del Toro       | Traffic                                                                                  | Javier Rodriguez         |            |
| Albert Finney          | Erin Brockovich                                                                          | Edward L. Masry          |            |
| Gary Lewis             | Billy Elliot                                                                             | Jackie Elliot            |            |
| Joaquin Phoenix        | Gladiator                                                                                | Còmmode                  |            |
| Oliver Reed (pòstum)   | Gladiator                                                                                | Proximo                  |            |
| 2002                   |                                                                                          |                          |            |
| Jim Broadbent          | Moulin Rouge!                                                                            | Harold Zidler            |            |
| Hugh Bonneville        | Iris                                                                                     | John Bayley (jove)       |            |
| Robbie Coltrane        | Harry Potter i la pedra filosofal (Harry Potter and the Philosopher's Stone)             | Rubeus Hagrid            |            |
| Colin Firth            | Bridget Jones's Diary                                                                    | Mark Darcy               |            |
| Eddie Murphy           | Shrek                                                                                    | Ruc                      |            |
| 2003                   |                                                                                          |                          |            |
| Christopher Walken     | Catch Me If You Can                                                                      | Frank Abagnale Sr.       |            |
| Chris Cooper           | Adaptation: el lladre d'orquídies (Adaptation.)                                          | John Laroche             |            |
| Ed Harris              | Les hores (The Hours)                                                                    | Richard Brown            |            |
| Alfred Molina          | Frida                                                                                    | Diego Rivera             |            |
| Paul Newman            | Road to Perdition                                                                        | John Rooney              |            |
| 2004                   |                                                                                          |                          |            |
| Bill Nighy             | Love Actually                                                                            | Billy Mack               |            |
| Paul Bettany           | Master and Commander: The Far Side of the World                                          | Dr. Stephen Maturin      |            |
| Albert Finney          | Big Fish                                                                                 | Ed Bloom (Old)           |            |
| Ian McKellen           | El Senyor dels Anells: El retorn del rei (The Lord of the Rings: The Return of the King) | Gàndalf                  |            |
| Tim Robbins            | Mystic River                                                                             | Dave Boyle               |            |
| 2005                   |                                                                                          |                          |            |
| Clive Owen             | Closer                                                                                   | Larry Gray               |            |
| Alan Alda              | L'aviador (The Aviator)                                                                  | Owen Brewster            |            |
| Phil Davis             | El secret de Vera Drake (Vera Drake)                                                     | Stanley Drake            |            |
| Jamie Foxx             | Collateral                                                                               | Max Durocher             |            |
| Rodrigo de la Serna    | Diarios de motocicleta                                                                   | Alberto Granado          |            |
| 2006                   |                                                                                          |                          |            |
| Jake Gyllenhaal        | Brokeback Mountain                                                                       | Jack Twist               |            |
| Don Cheadle            | Crash                                                                                    | Det. Graham Waters       |            |
| George Clooney         | Bona nit i bona sort (Good Night, and Good Luck)                                         | Fred W. Friendly         |            |
| George Clooney         | Syriana                                                                                  | Bob Barnes               |            |
| Matt Dillon            | Crash                                                                                    | Sergent John Ryan        |            |
| 2007                   |                                                                                          |                          |            |
| Alan Arkin             | Petita Miss Sunshine (Little Miss Sunshine)                                              | Edwin Hoover             |            |
| James McAvoy           | The Last King of Scotland                                                                | Nicholas Garrigan        |            |
| Jack Nicholson         | Infiltrats (The Departed)                                                                | Frank Costello           |            |
| Leslie Phillips        | Venus                                                                                    | Ian Brooks               |            |
| Michael Sheen          | La reina (The Queen)                                                                     | Tony Blair               |            |
| 2008                   |                                                                                          |                          |            |
| Javier Bardem          | Pous d'ambició (No Country for Old Men)                                                  | Anton Chigurh            |            |
| Paul Dano              | Pous d'ambició (No Country for Old Men)                                                  | Eli Sunday / Paul Sunday |            |
| Philip Seymour Hoffman | La guerra d'en Charlie Wilson (Charlie Wilson's War)                                     | Gust Avrakotos           |            |
| Tommy Lee Jones        | No Country for Old Men                                                                   | Sheriff Ed Tom Bell      |            |
| Tom Wilkinson          | Michael Clayton                                                                          | Arthur Edens             |            |
| 2009                   |                                                                                          |                          |            |
| Heath Ledger (pòstum)  | El cavaller fosc (The Dark Knight)                                                       | Joker                    |            |
| Robert Downey Jr.      | Tropic Thunder                                                                           | Kirk Lazarus             |            |
| Brendan Gleeson        | Amagats a Bruges (In Bruges)                                                             | Ken Daley                |            |
| Philip Seymour Hoffman | El dubte (Doubt)                                                                         | Father Brendan Flynn     |            |
| Brad Pitt              | Cremeu-ho després de llegir-ho (Burn After Reading)                                      | Chad Feldheimer          |            |

### Dècada del 2010
| Any                         | Actor                                                   | Pel·lícula              | Personatge |
| --------------------------- | ------------------------------------------------------- | ----------------------- | ---------- |
| 2010                        |                                                         |                         |            |
| Christoph Waltz             | Maleïts malparits (Inglourious Basterds)                | Coronel Hans Landa      |            |
| Alec Baldwin                | No és tan fàcil (It's Complicated)                      | Jacob Adler             |            |
| Christian McKay             | Me and Orson Welles                                     | Orson Welles            |            |
| Alfred Molina               | Una educació (An Education)                             | Jack Miller             |            |
| Stanley Tucci               | The Lovely Bones                                        | George Harvey           |            |
| 2011                        |                                                         |                         |            |
| Geoffrey Rush               | El discurs del rei (The King's Speech)                  | Lionel Logue            |            |
| Christian Bale              | The Fighter (The Fighter)                               | Dicky Eklund            |            |
| Andrew Garfield             | La xarxa social (The Social Network)                    | Eduardo Saverin         |            |
| Pete Postlethwaite (pòstum) | The town: Ciutat de lladres (The Town)                  | Fergus "Fergie" Colm    |            |
| Mark Ruffalo                | Els nois estan bé (The Kids Are All Right)              | Paul Hatfield           |            |
| 2012                        |                                                         |                         |            |
| Christopher Plummer         | Beginners                                               | Hal Fields              |            |
| Kenneth Branagh             | La meva setmana amb Marilyn (My Week with Marilyn)      | Laurence Olivier        |            |
| Jim Broadbent               | La dama de ferro (The Iron Lady)                        | Denis Thatcher          |            |
| Jonah Hill                  | Moneyball                                               | Peter Brand             |            |
| Philip Seymour Hoffman      | Els idus de març (The Ides of March)                    | Paul Zara               |            |
| 2013                        |                                                         |                         |            |
| Christoph Waltz             | Django desencadenat (Django Unchained)                  | Dr. King Schultz        |            |
| Alan Arkin                  | Argo                                                    | Lester Siegel           |            |
| Javier Bardem               | Skyfall                                                 | Raoul Silva             |            |
| Philip Seymour Hoffman      | The Master                                              | Lancaster Dodd          |            |
| Tommy Lee Jones             | Lincoln                                                 | Thaddeus Stevens        |            |
| 2014                        |                                                         |                         |            |
| Barkhad Abdi                | Capità Phillips (Captain Phillips)                      | Abduwali Muse           |            |
| Daniel Brühl                | Rush                                                    | Niki Lauda              |            |
| Bradley Cooper              | American Hustle                                         | Richard "Richie" DiMaso |            |
| Matt Damon                  | Behind the Candelabra                                   | Scott Thorson           |            |
| Michael Fassbender          | 12 anys d'esclavitud (12 Years a Slave)                 | Edwin Epps              |            |
| 2015                        |                                                         |                         |            |
| J. K. Simmons               | Whiplash                                                | Terrence Fletcher       |            |
| Steve Carell                | Foxcatcher                                              | John du Pont            |            |
| Ethan Hawke                 | Boyhood                                                 | Mason Evans Sr.         |            |
| Edward Norton               | Birdman                                                 | Mike Shiner             |            |
| Mark Ruffalo                | Foxcatcher                                              | Dave Schultz            |            |
| 2016                        |                                                         |                         |            |
| Mark Rylance                | Bridge of Spies                                         | Rudolf Abel             |            |
| Christian Bale              | The Big Short                                           | Michael Burry           |            |
| Benicio del Toro            | Sicari (Sicario)                                        | Alejandro Gillick       |            |
| Idris Elba                  | Beasts of No Nation                                     | The Commandant          |            |
| Mark Ruffalo                | Spotlight                                               | Michael Rezendes        |            |
| 2017                        |                                                         |                         |            |
| Dev Patel                   | Lion                                                    | Saroo Brierley          |            |
| Mahershala Ali              | Moonlight                                               | Juan                    |            |
| Jeff Bridges                | Comancheria (Hell or High Water)                        | Marcus Hamilton         |            |
| Hugh Grant                  | Florence Foster Jenkins                                 | St. Clair Bayfield      |            |
| Aaron Taylor-Johnson        | Nocturnal Animals                                       | Ray Marcus              |            |
| 2018                        |                                                         |                         |            |
| Sam Rockwell                | Three Billboards Outside Ebbing, Missouri               | Jason Dixon             |            |
| Willem Dafoe                | The Florida Project                                     | Bobby Hicks             |            |
| Hugh Grant                  | Paddington 2                                            | Phoenix Buchanan        |            |
| Woody Harrelson             | Three Billboards Outside Ebbing, Missouri               | Bill Willoughby         |            |
| Christopher Plummer         | Tots els diners del món (All the Money in the World)    | J. Paul Getty           |            |
| 2019                        |                                                         |                         |            |
| Mahershala Ali              | Green Book                                              | Don Shirley             |            |
| Timothée Chalamet           | Beautiful boy: Sempre seràs el meu fill (Beautiful Boy) | Nic Sheff               |            |
| Adam Driver                 | BlacKkKlansman                                          | Flip Zimmerman          |            |
| Richard E. Grant            | Can You Ever Forgive Me?                                | Jack Hock               |            |
| Sam Rockwell                | El vici del poder (Vice)                                | George W. Bush          |            |

### Dècada del 2020
| Any              | Actor                                                           | Pel·lícula                  | Personatge |
| ---------------- | --------------------------------------------------------------- | --------------------------- | ---------- |
| 2020             |                                                                 |                             |            |
| Brad Pitt        | Once Upon a Time in Hollywood                                   | Cliff Booth                 |            |
| Tom Hanks        | A Beautiful Day in the Neighborhood                             | Fred Rogers                 |            |
| Anthony Hopkins  | The Two Popes                                                   | Benet XVI                   |            |
| Al Pacino        | The Irishman                                                    | Jimmy Hoffa                 |            |
| Joe Pesci        | The Irishman                                                    | Russell Bufalino            |            |
| 2021             |                                                                 |                             |            |
| Daniel Kaluuya   | Judas and the Black Messiah                                     | Fred Hampton                |            |
| Barry Keoghan    | Calm with Horses                                                | Dymphna                     |            |
| Alan Kim         | Minari: Història de la meva família (Minari)                    | David Yi                    |            |
| Leslie Odom Jr.  | One Night in Miami...                                           | Sam Cooke                   |            |
| Clarke Peters    | Da 5 Bloods                                                     | Otis                        |            |
| Paul Raci        | Sound of Metal                                                  | Joe                         |            |
| 2022             |                                                                 |                             |            |
| Troy Kotsur      | CODA                                                            | Frank Rossi                 |            |
| Mike Faist       | West Side Story                                                 | Riff                        |            |
| Ciarán Hinds     | Belfast                                                         | Pop                         |            |
| Woody Norman     | C'mon C'mon                                                     | Jesse                       |            |
| Jesse Plemons    | The Power of the Dog                                            | George Burbank              |            |
| Kodi Smit-McPhee | The Power of the Dog                                            | Peter Gordon                |            |
| 2023             |                                                                 |                             |            |
| Barry Keoghan    | The Banshees of Inisherin                                       | Dominic Kearney             |            |
| Brendan Gleeson  | The Banshees of Inisherin                                       | Colm Doherty                |            |
| Ke Huy Quan      | Tot a la vegada a tot arreu (Everything Everywhere All at Once) | Waymond Wang                |            |
| Eddie Redmayne   | The Good Nurse                                                  | Charles Cullen              |            |
| Albrecht Schuch  | Res de nou a l'oest (Im Westen nichts Neues)                    | Stanislaus "Kat" Katczinsky |            |
| Micheal Ward     | Empire of Light                                                 | Stephen                     |            |